# ImgBurn
ImgBurn — безкоштовна програма для запису CD і DVD що підтримує багато різних типів образів дисків (файли .cue підтримуються з версії 2.4.0.0). З версії 2.0.0.0 додана можливість записувати дані напряму на CD/DVD.

## Загальна інформація
Програма дозволяє записувати і читати образи дисків, а також окремо створювати образи не записуючи їх, або ж працювати у режимі запису файлів і треків. Також є режим перевірки диска.
Компанія Lightning UK!, яка є автором програми ImgBurn, почала її розробку після зупинки робіт над своїм попереднім проектом — DVD Decrypter, у зв'язку з претензіями компанії Macrovision.

## Характеристика
- Підтримує формати: BIN, CUE, DI, DVD, GI, IMG, ISO, MDS, NRG, PDI та інші.
- Повноцінна підтримка назв тек/файлів в системі юнікод.
- Працює на операційних системах Windows 95, 98, Me, NT4, 2000, XP, 2003, Vista, Windows 7 (включаючи всі 64-бітові версії); офіційно підтримує Wine.
- ImgBurn є відносно маленькою програмою (в порівнянні з схожими програмами; менш 2,8МБ зі всіма можливостями.

## Інструкція
1) Якщо, у Вас є персональний комп'ютер дисковід після записи відчиниться та зачиниться автоматично, потім почнеться перевірка.
2) У когось зовнішній дисковід після запису треба витягнути шнур USB та встромити назад, почнеться перевірка.
3) У когось є ноутбуки після записи відчиняється дисковід автоматично, треба зачинити дисковід, потім почнеться перевірка

## Недоліки
- Не підтримує формат RAW
- Не підтримує мультисесію
- Не може читати і записувати інформацію з субканалів CD

## Мови
ImgBurn підтримує більше 30 мов (переклад стосується лише меню управління програми; вікна помилок, застережень, підсказок, не перекладаються), включаючи російську та українську мови.